# Graminofolium adustus
Graminofolium adustus är en insektsart som beskrevs av Nickle 2007. Graminofolium adustus ingår i släktet Graminofolium och familjen vårtbitare. Inga underarter finns listade i Catalogue of Life.